# Berlin-Lichterfelde
Berlin-Lichterfelde [ˌlɪçtɐˈfɛldə]  est un quartier résidentiel de Berlin, faisant partie de l'arrondissement de Steglitz-Zehlendorf. Pendant la séparation de la ville, ce quartier faisait partie de l'ancien district de Steglitz, situé à Berlin-Ouest.
Il tient son nom de la commune belge de Lichtervelde dont une vague d'immigration était venue s'installer vers le douzième siècle dans les environs de Berlin pour échapper à la disette.

## Géographie
La superficie du quartier est de 18,22 km2.

## Population
Le quartier comptait 83 674 habitants le 1er janvier 2017 selon le registre des déclarations domiciliaires, c'est-à-dire 4 592 hab./km2.

## Histoire
En 1866, le promoteur Johann Anton Wilhelm Carstenn avait acheté les terres de Lichterfelde et de Giesensdorf (dont on trouve mention à partir du XIIIe siècle) pour en faire une banlieue pavillonnaire de la capitale prussienne. Il procéda à l'allotissement de ces terrains, y ménagea des allées et des places. Pour lancer son opération et conférer un prestige princier au nouveau quartier, il fit même don en 1871 de 21 hectares à la couronne de Prusse pour la construction de la nouvelle École des cadets de l'armée.
De 1717 à 1777, en effet, la première École des cadets de Berlin se trouvait dans les jardins Hetzgarten, au niveau du bastion n°9 des fortifications de la ville (aujourd'hui dans Berlin-Mitte) ; la première académie militaire avait été reconstruite en 1777 sous le règne de Frédéric II ; elle a été déplacée à Lichterfelde en 1873, sur ordre de l'empereur Guillaume Ier.
Selon l'accord passé avec l’État prussien, Carstenn prenait en charge les clôtures de l’Académie militaire et la constitution du réseau de voirie. C'est ainsi que dès 1881, le quartier accueillait la première ligne de tramway électrifiée au monde, utilisée jusque-là pour l'apport des matériaux de construction. Ce concept connut un tel succès que le quartier a conservé jusqu'à aujourd'hui son caractère résidentiel ; quant à Carstenn, le financement des infrastructures finit par le ruiner et il mourut dans la misère.
Grosz-Lichterfelde (tel fut d'abord le nom de l'opération immobilière) fut 1872 à 1920 une commune autonome du sud-ouest de Berlin, dépendant de l’arrondissement de Teltow dans le district de Potsdam. Ce quartier passait, dans le dernier quart du XIXe siècle, pour le faubourg le plus select de la capitale impériale.
Fort de la présence de son école militaire d'élite, le quartier se peupla rapidement, passant de 946 habitants en 1875 à 5 900 habitants en 1885, ce qui poussa les autorités à le doter d'un service d'état-civil (Standesamt) propre dès 1874. Le quartier était desservi à la fois par la ligne de banlieue Anhalter Vorortbahn et par la ligne de chemin de fer Berlin-Potsdam-Magdebourg (aujourd'hui tronçon de la S-Bahn de Berlin). La réputation du quartier était telle que jusque dans les années 1940, Lichterfelde était synonyme d’État-major.
Outre l'Académie militaire des cadets, Grosz-Lichterfelde était le siège du Centre Royal d'Essai des Matériaux de Prusse (Königlich-Preußischen Materialprüfungsamt, auj. Bundesanstalt für Materialforschung und -prüfung), du Centre de Calcul Anatomique (dissout en 1945) et du Jardin botanique de Berlin (aménagé entre 1897 et 1902). En 1885, le Meyers Konversations-Lexikon y signale la présence d'écoles privées et d'une léproserie gérée par l'ordre protestant de Saint-Jean.
Avec une population de 47 213 habitants, Lichterfelde fusionna en 1920 avec les communes voisines de Steglitz et de Lankwitz pour former le XIIe arrondissement du Grand Berlin ; Groß-Lichterfelde fut divisée en Lichterfelde, Lichterfelde-Ouest et Lichterfelde-Est, et après la capitulation de 1945, se vit adjoindre de nouveaux territoires, dénommés Lichterfelde-Sud.
De 1920 à 1933, l'ancienne École de cadets est transformée en caserne de police et, de 1933 à 1945, elle abrite la division SS « Leibstandarte SS Adolf Hitler ».

## Personnalité
- Eduard Spranger (1882-1963), pédagogue et professeur d'université.
- Lotte Bergtel-Schleif (1903-1965), bibliothécaire, communiste et résistante anti nazie est née à Lichterfelde
- Peter Huchel (1903-1981), écrivain
- Julius Posener (1904-1996), historien de l'architecture
- Marion Yorck von Warteburg (1904-2007) préside le tribunal de district de 1952 à 1969, première femme en Allemagne à un tel poste[5]
- Nils Seethaler (* 1981), anthropologue culturel
- Samra (* 1995), rappeur

## Patrimoine
Relativement épargné par les bombardements de la Seconde Guerre mondiale, ce quartier majoritairement résidentiel possède une colonie de villas (Villenkolonie) du XIXe siècle à proximité immédiate de la station de S-Bahn de Lichterfelde-Ouest. L'ingénieur Manfred von Ardenne y établit l'un des premiers laboratoires d'électronique en 1923. Plusieurs familles d'industriels illustres (tels les Siemens) et de militaires y possédaient ou possèdent toujours une résidence.
Pendant près de cinquante ans, entre 1945 et 1994, la brigade de Berlin des Forces armées des États-Unis établit plusieurs de ses casernes dans des bâtiments historiques de Lichterfelde :
- McNair Barracks au siège de la Telefunken situé Goerzallee
- Andrews Barracks dans l'ancienne Hauptkadettenanstalt (Finckensteinallee)
- Roosevelt Barracks au cœur de la Villenkolonie anciennes casernes du Garde-Schütz Bataillon (Gardeschützenweg).

La première ligne de tramway électrique au monde fut mise en service en 1881 à partir de la station de Lichterfelde-Est (Lichterfelde-Ost) ; un monument commémoratif et des restes de rails sont toujours visibles dans la rue Jungfernstieg.
L'église Saint-Pierre de Lichterfelde (négothique) est inscrite aux monuments historiques.

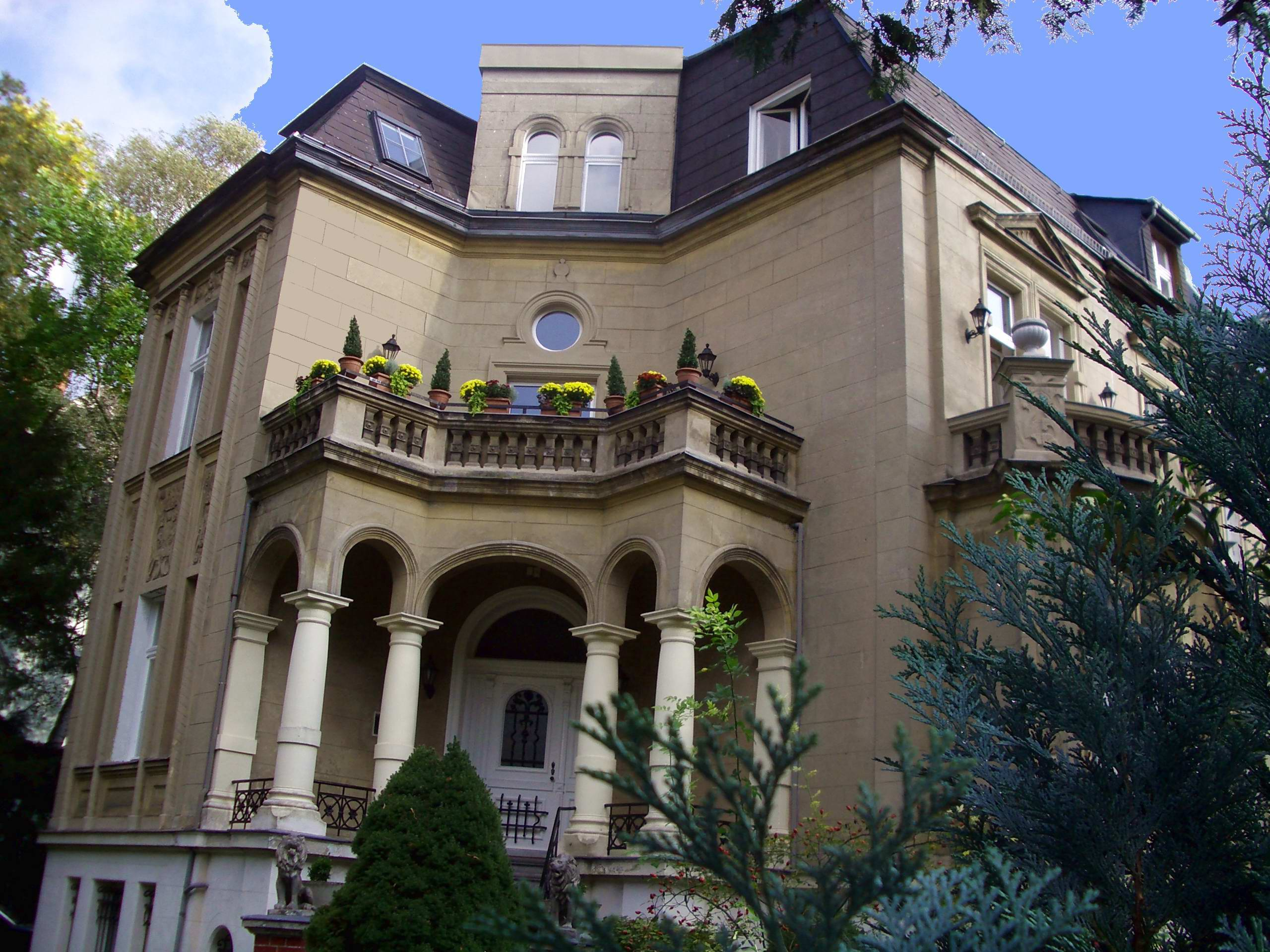
Lichterfelde-ouest Kadettenweg.
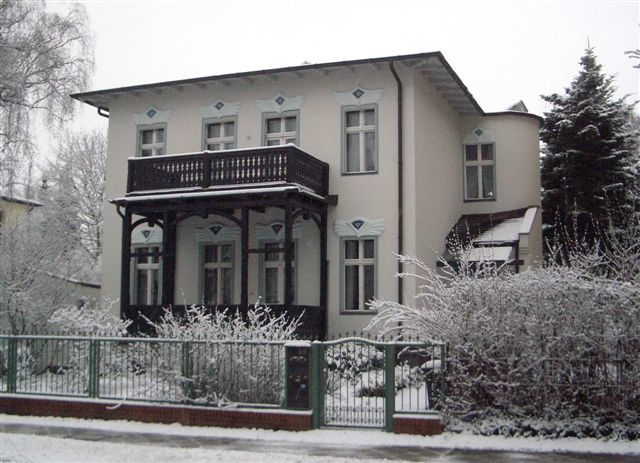
Lichterfelde-ouest Art déco.
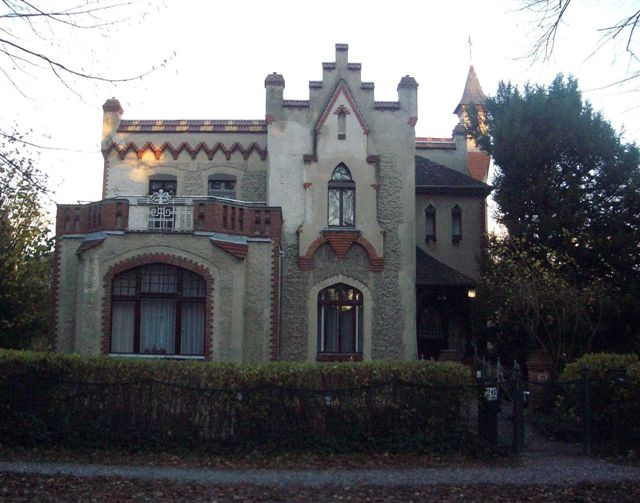
Villa.
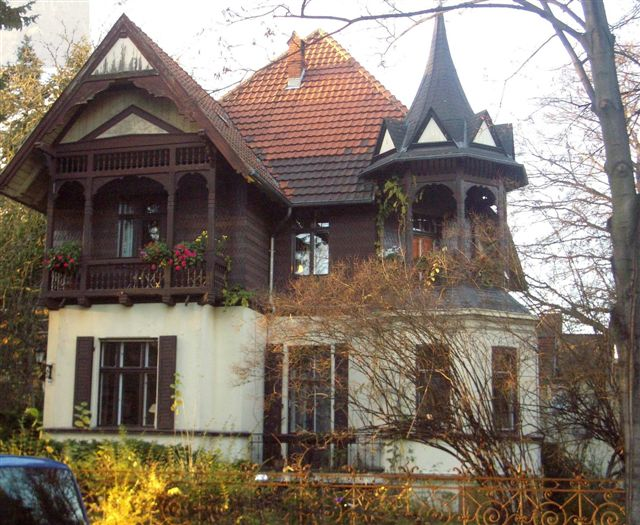
Villa.
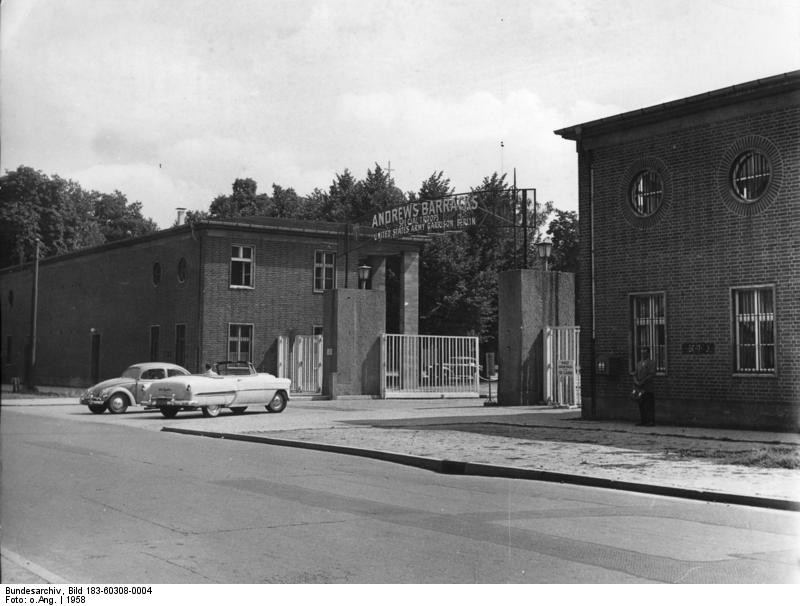
Les Andrews Barracks en 1958.
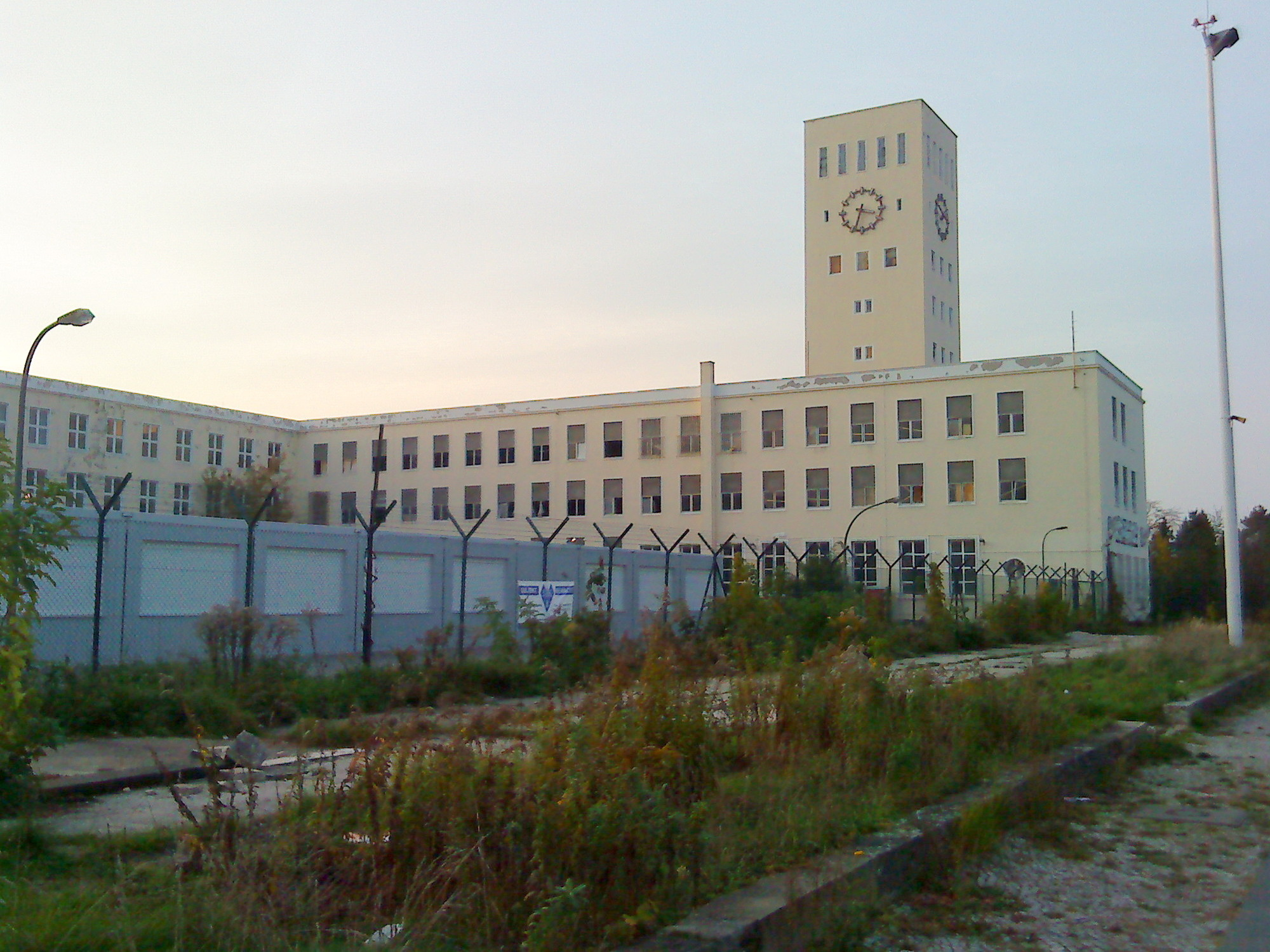
Les McNair Barracks.
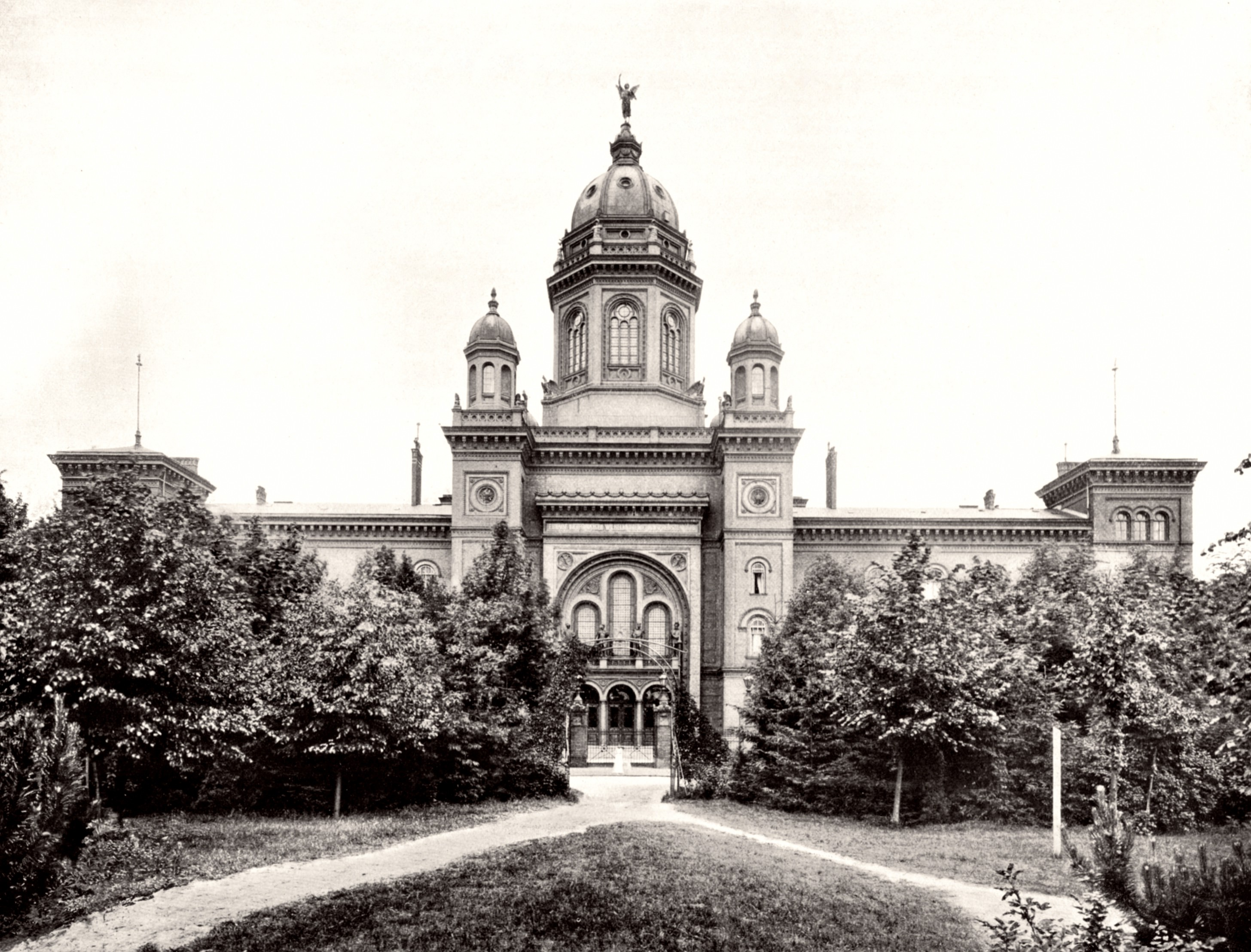
L’École des cadets de Prusse à Lichterfelde en 1900.
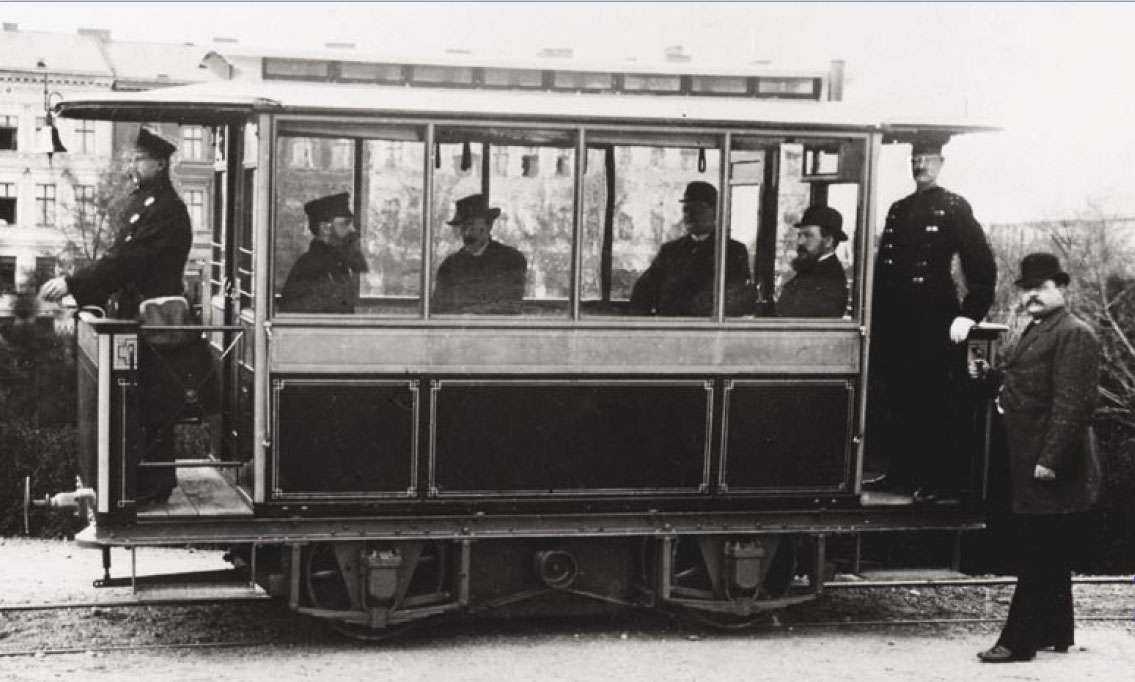
Premier tramway électrique par Siemens (1881).